# Neil Turok

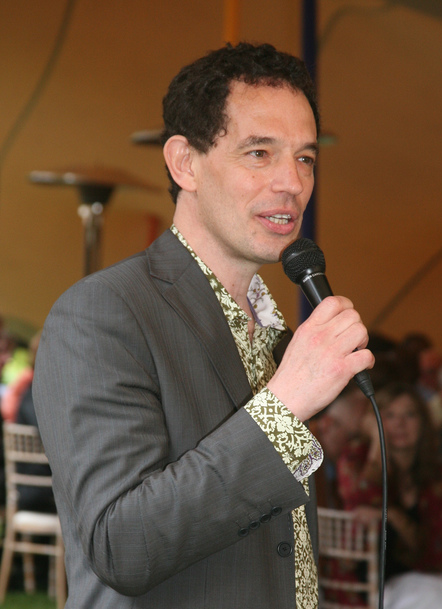
Neil Turok

Neil Geoffrey Turok (* 16. listopadu 1958, Johannesburg, Jihoafrická republika) je jihoafrický teoretický fyzik a astrofyzik. Je ředitelem Perimeter Institute for Theoretical Physics.
Je synem Mary a Bena Turoka, aktivistů antisegregačního hnutí a Afrického Národního Kongresu.
Turok se věnoval několika oblastem matematické fyziky a fyziky mladého vesmíru se zaměřením na pozorovací testy částicové fyziky v kosmologii. Se Stephenem Hawkingem vyvinul takzvané Hawking-Turokovo instantní (pseudočásticové) řešení, které podle bezlimitního návrhu Hawkinga a Jamese Hartlea může popsat vznik inflačního vesmíru. Nejnověji Turok s Paulem Steinhardtem na Princetonské univerzitě vyvinul cyklický model vesmíru, ve kterém je velký třesk vysvětlen jako střet mezi dvěma "membránovými světy" v M-teorii.